# Canal de Beer
Pour les articles homonymes, voir De Beer.
Le canal de Beer (en néerlandais Beerkanaal) est un canal de la province de Hollande-Méridionale, situé dans le port de Rotterdam.

## Historique et caractéristiques
Le canal de Beer relie le canal Caland, la Maasvlakte, le canal Hartel à la pleine mer. Il est accessible aux navires de mer avec un tirant d'eau maximal de 23 m,.
Le canal a été réalisé dans les années 1960 et début des années 1970, au détriment de la réserve naturelle De Beer située sur un ancien banc de sable dont il a pris le nom.
Le régime du canal de Beer est soumis au fluctuations des marées; lors de la marée montante, le débit du canal de Beer est de l'ordre de 1,481 m3/s, tandis qu'au cours de la marée descendante, son régime hydrographique s'élève à −2,119 m3/s. Le canal est sujet à une importante sédimentation marine.

## Source
- (nl) Cet article est partiellement ou en totalité issu de l’article de Wikipédia en néerlandais intitulé « Beerkanaal » (voir la liste des auteurs).

| Amazonehaven Canal Caland Europoort Maasvlakte Maasvlakte 2 Nieuwe Waterweg Neckarhaven Maeslantkering Septième port Pétrolier Dintelhaven Canal de Beer Canal Hartel Hartelhaven Maasgeul Slufter Alexiahaven Amaliahaven Arianehaven Margriethaven |